# 寺田利吉 (1884年生の実業家)
寺田 利吉（てらだ りきち、前名・信三、1884年（明治17年）6月 - 没年不明）は、日本の政治家、実業家。岸和田名誉職市長。寺田銀行頭取。大阪紡績、寺田紡績工廠各社長。

## 人物
大阪府・先代利吉の長男。1918年、家督を相続し信三を改め襲名する。趣味は書画、茶道。住所は大阪府岸和田市岸城町、同市堺町。

## 家族・親族
寺田家
- 父・利吉（1857年 - 1918年、寺田銀行頭取）
- 妻（1888年 - ?、大阪、寺田清蔵の姉[1][2]、寺田徳三郎の三女[4]）
- 長男・利一（1909年 - ?、寺田紡績工廠取締役）[1][2]

親戚
- 北村源助（金融業、大阪府多額納税者）
- 妻の父・寺田徳三郎（貝塚銀行取締役）[4]